# Coca-Cola Freestyle

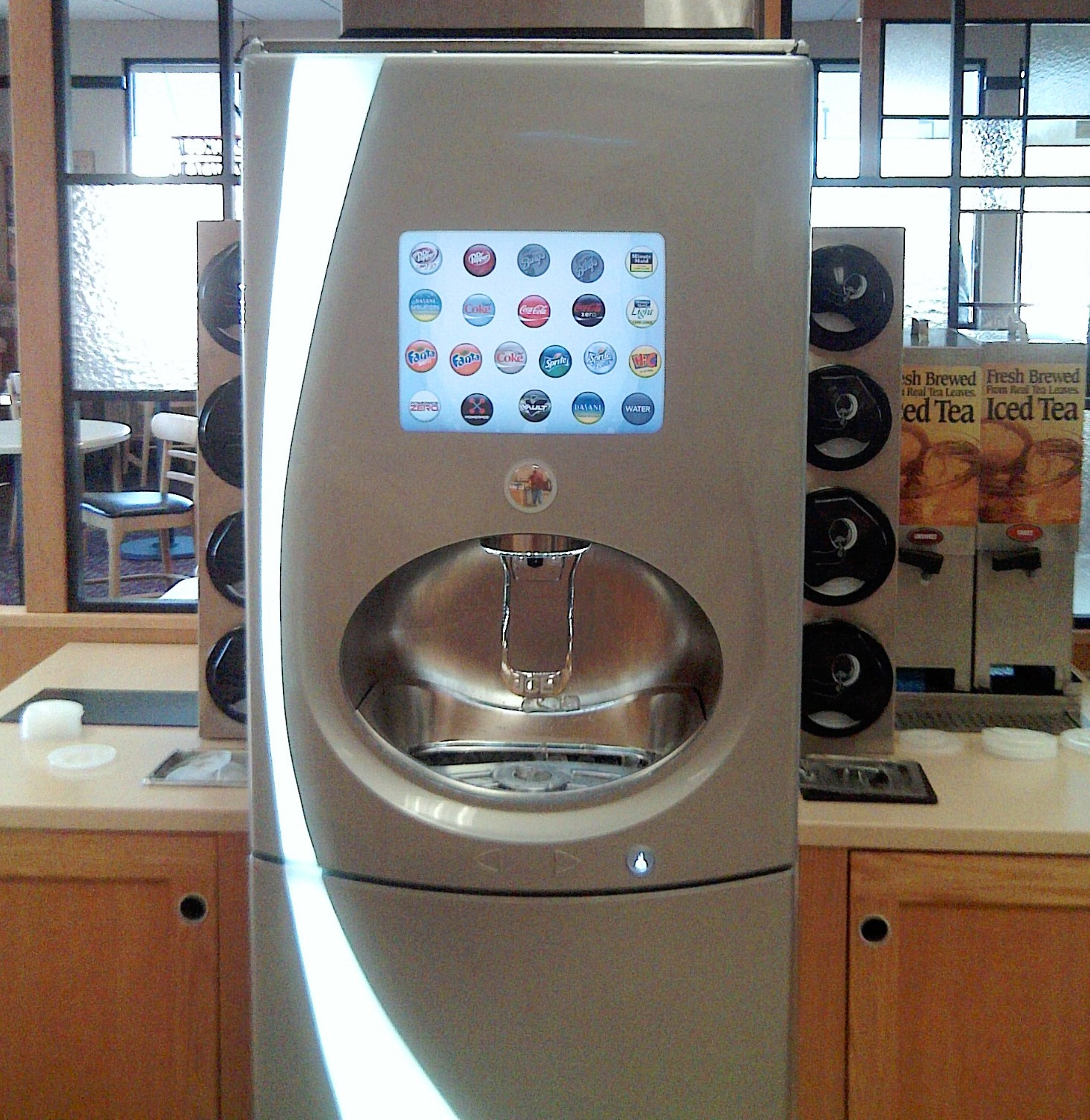
Coca-Cola Freestyle

Coca-Cola Freestyle – automatyczny dystrybutor napojów, wprowadzony przez The Coca-Cola Company w 2009 roku. Urządzenie posiada ekran dotykowy i umożliwia klientom wybór spośród ponad 100 wariantów smakowych napojów z portfolio producenta, w tym i takich których nie ma obecnie drogą tradycyjnej dystrybucji, np. Coca-Cola Cherry Vanilla.
W początkowej fazie wdrażania maszyny, pojawiła się ona w Stanach Zjednoczonych. Na początku 2012 roku pojawiła się także w Kanadzie, a pod koniec czerwca tego samego roku w Wielkiej Brytanii.